# Liste des Justes de Lot-et-Garonne
Les Justes de Lot-et-Garonne sont les trente-cinq personnes ayant reçu le titre de « Juste parmi les nations » par le Comité pour Yad Vashem, dont le nom figure sur le Mur d'honneur du Jardin des Justes, résidant dans le département français de Lot-et-Garonne.

## Liste alphabétique des Justes de Lot-et-Garonne
- Denise Baratz (Caudecoste)[1]
- Louis Baud (Lacapelle Biron)[2]
- Gaston Bourgois (Villeneuve-sur-Lot)[3]
- Aurélie Cenou, née Bournac (Bon-Encontre)[4]
- Fernand Cenou (Bon-Encontre)[5]
- Joséphine Ceruti, née Colombo (Villefranche-du-Queyran)[6]
- Martino Ceruti (Villefranche-du-Queyran)[7]
- Gaston Chignaguet (Montagnac-sur-Lède)[8]
- Gabrielle Chignaguet (Montagnac-sur-Lède)[9]
- Lucienne Deguilhem (Monbahus)[10]
- Marie Dulong (née Andrieu) (Sainte-Colombe-en-Bruilhois)[11]
- Abel Dulong (Sainte-Colombe-en-Bruilhois)[12]
- Bertrand Fabre (Villeneuve-sur-Lot)[13]
- Marie Fabre, née Guitard (Villeneuve-sur-Lot)[14]
- Abel Fondronnier (Sainte-Livrade-sur-Lot)[15]
- Ginette Fournier, née Rouquet (Villeneuve-sur-Lot)[16]
- Anne-Marie Guillot (Sainte-Bazeille)[17]
- Paul Laboual (Cancon)[18]
- Elia Laboual (Cancon)[19]
- Henriette Lassort, née Puzo (Villeneuve-sur-Lot)[20]
- Zélie Lassort, née Salles (Villeneuve-sur-Lot)[21]
- Abdon Laurent (Tournon d'Agenais)[22]
- Léonie Magimel, née Castanet (Gavaudun)[23]
- Gabriel Magimel (Gavaudun)[24]
- Simone May, née Rivière (Agen)[25]
- Jean Merly (Massoulès)[26]
- Blanche Merly, née Delbrel (Massoulès)[27]
- Maurice Morlon (Marmande)[28]
- Georges Rouquet (Villeneuve-sur-Lot)[29]
- Eva Rouquet (née Laberrigue) (Villeneuve-sur-Lot)[30]
- André Selsis (Agen)[31],[32],[33],[34],[35]
- Simone Selsis, née Gantié (Agen)[36],[32],[33],[34],[35]
- Marguerite Tzaut (Tonneins)[37]
- Paul Tzaut (Tonneins)[38]
- Suzanne Zwolakowski (Hautefage-la-Tour)[39]
- Janusz Zwolakowski (Hautefage-la-Tour)[40]

## Pour approfondir